# Maledizione del Bambino

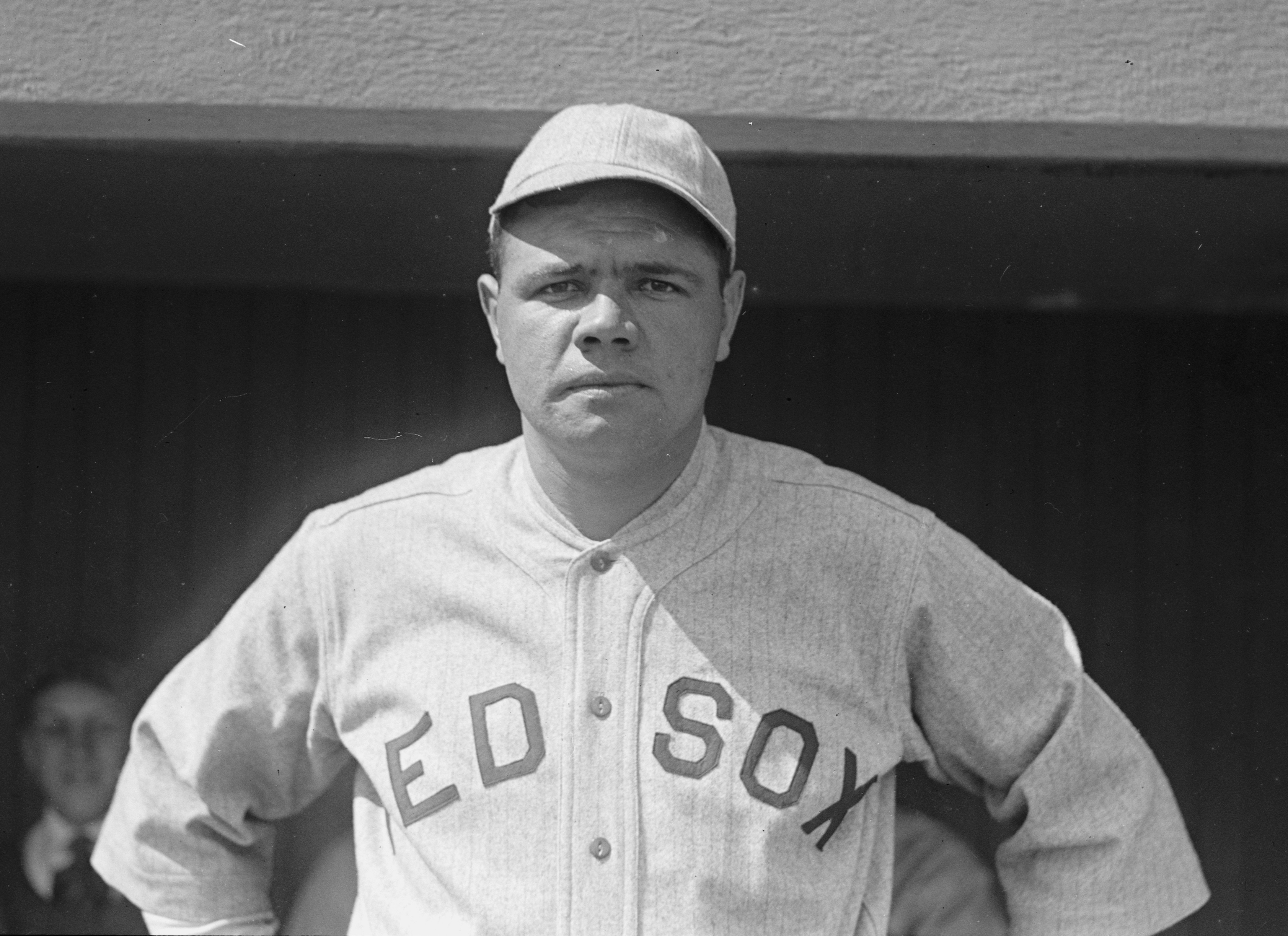
Babe Ruth con la maglia dei Boston Red Sox nella primavera del 1917

Con l'espressione Maledizione del Bambino si indica una superstizione sportiva diffusasi in Nord America all'inizio degli anni novanta, utilizzata come motivazione del declino dei Boston Red Sox; la squadra, appartenente alla MLB del baseball professionistico, non riuscì più a vincere le World Series per più di ottant'anni.
Secondo la leggenda, la maledizione si abbatté sui Boston Red Sox a partire dal 3 gennaio 1920, quando la squadra cedette il battitore Babe Ruth (Bambino) ai rivali dei New York Yankees; prima di allora, i Red Sox avevano ottenuto molte vittorie prestigiose durante la loro storia, tra cui cinque titoli delle World Series ed altrettanti pennant dell'American League, ma in seguito alla cessione di Ruth non riuscirono più a conquistare le World Series fino al 27 ottobre 2004.
La maledizione fu spezzata il 27 ottobre 2004, quando i Boston Red Sox vinsero le World Series contro i Saint Louis Cardinals.

## Storia

### Premesse
Prima della cessione di Babe Ruth ai New York Yankees nel 1920, i Boston Red Sox erano considerati la migliore squadra di baseball degli Stati Uniti d'America, grazie ai cinque titoli delle World Series conquistati nelle quindici edizioni disputate fino ad allora; gli Yankees, al contrario, non erano mai riusciti a qualificarsi per le World Series durante la loro storia.

### Tradizione
Anche se il declino dei Boston Red Sox iniziò nel 1918, la cessione di Babe Ruth ai New York Yankees avvenne soltanto il 3 gennaio 1920; secondo la tradizione, mai confermata, l'allora proprietario dei Red Sox, Harry Frazee, utilizzò il ricavato del trasferimento per finanziare la produzione di un musical a Broadway (No, No, Nanette). Il giornalista Leigh Montville avanzò l'ipotesi che Frazee fosse in stretti rapporti con i proprietari degli Yankees e che tutte le cessioni dei Red Sox di quel periodo fossero state compiute soltanto per finanziare le sue produzioni in ambito teatrale.

### Diffusione
La maledizione divenne un fenomeno di massa soltanto nel 1990, quando il giornalista Dan Shaughnessy pubblicò un libro dedicato all'argomento; l'analisi degli archivi giornalistici dell'epoca dimostrò che i quotidiani di Boston e New York non ne parlarono mai fino al 1992.
A partire dal 1993, i tifosi dei New York Yankees iniziarono a cantare cori provocatori verso i sostenitori dei Boston Red Sox; ben presto, al Yankee Stadium comparvero anche cartelloni raffiguranti Babe Ruth.

## Finali perse
- Nel 1946 i Boston Red Sox riuscirono a raggiungere le World Series per la prima volta dopo ventisei anni, affrontando i Saint Louis Cardinals in finale; la serie arrivò fino alla settima partita, giocatasi allo stadio di Saint Louis, dove i Cardinals ebbero la meglio per 4-3.
- Nel 1967 i Boston Red Sox stupirono tutti gli addetti ai lavori, riuscendo a vincere il titolo della division all'ultima giornata della stagione regolare; alle World Series dovettero sfidare nuovamente i Saint Louis Cardinals e, proprio come nel 1946, persero alla settima partita.
- Nel 1975 i Boston Red Sox riuscirono a vincere il titolo della division, raggiungendo quindi le World Series contro i Cincinnati Reds; anche in questa occasione i Red Sox arrivarono alla settima partita, grazie ad una rimonta nella penultima gara. Nel match decisivo, la squadra di Boston riuscì a portarsi avanti per 3-0, ma si fece poi rimontare fino a subire il 3-4 decisivo.
- Nel 1986 i Boston Red Sox si qualificarono per le World Series, dove affrontarono i New York Mets. Dopo cinque partite, i Red Sox si trovavano in vantaggio per 3-2; in gara-6 il match si allungò fino al decimo inning, quando la squadra di Boston riuscì a portarsi in vantaggio per 5-3. Nella parte bassa di quello stesso inning i Red Sox schierarono come closer il lanciatore Calvin Schiraldi, il quale eliminò i primi due battitori dei Mets, portando così la sua squadra ad un solo out dalla vittoria. Tuttavia la squadra di New York riuscì a pareggiare la partita su un pessimo lancio di Bob Stanley e vinse grazie ad un errore in difesa della prima base Bill Buckner, che concesse la valida al battitore Mookie Wilson e quindi il punto decisivo a Ray Knight. In gara-7 i Red Sox si portarono nuovamente in vantaggio per 3-0, ma poi crollarono sotto i colpi dei Mets, che vinsero con il punteggio finale di 8-5.